# Paistu
Paistu (deutsch Paistel) ist eine Landgemeinde im estnischen Kreis Viljandi mit einer Fläche von 129 km². Sie hat 1601 Einwohner (Stand: 2009). Paistu liegt 13 km von Viljandi entfernt.
Neben dem Hauptort Paistu umfasst die Landgemeinde die Dörfer Aidu (deutsch: Aidenhof), Hendrikumõisa, Holstre (deutsch: Holstfershof), Intsu, Kassi, Lolu, Loodi (deutsch: Kersel), Luiga, Mustapali, Paistu, Pirmastu, Pulleritsu, Sultsi, Tömbi und Viisuküla.
Paistu wurde erstmals 1234 urkundlich erwähnt. Dem Ausbruch der Pest 1710 fiel fast die gesamte Einwohnerschaft zum Opfer. Erst Mitte des 19. Jahrhunderts setzte mit einer effektiveren Landwirtschaft eine Erholung ein.
Heute gehört ein Großteil der Gemeindefläche zum Naturpark Loodi. Die unberührten Wälder und Seen sind im Sommer für Wandertouristen und im Winter für Skilangläufer interessant.

## Partnergemeinden
Paistu ist mit der niedersächsischen Gemeinde Bippen verpartnert.

## Söhne und Töchter der Ortschaft
- Ernst Reinhold Hofmann (1801–1871), deutschbaltischer Geologe, Geograph, Mineraloge und Forschungsreisender